# Marija Hvalič
Marija Hvalič, slovenska aktivistka in partizanska bolničarka, * 1918, Podutik, † 1943, Rovte.
Hvaličeva je z OF sodelovala od leta 1941 kot aktivistka, nato pa je postala partizanska bolničarka. Leta 1943 je bila ubita pri napadu na partizansko bolnišnico v Rovtah pri Logatcu. Po njej so leta 1970 poimenovali ulico v Ljubljani.